# Chiosi Uniti con Bottedo
Chiosi Uniti con Bottedo era il nome di un effimero comune poi aggregato alla città di Lodi.

## Storia
Fu creato nel 1873 unendo il comune di Bottedo con i Chiosi di Porta Cremonese e quelli di Chiosi di Porta Regale a far data dal successivo capodanno. Il termine Chiosi, di origine dialettale, indicava in passato le terre agricole circostanti la città di Lodi, analogamente ai più noti "Corpi Santi" intorno a Milano.
Il comune dei Chiosi Uniti con Bottedo comprendeva quasi tutto il territorio intorno alla città di Lodi posto sulla riva destra dell'Adda. Il territorio sulla riva sinistra, più le località Barbina e Valgrassa, in riva destra, apparteneva invece al comune di Chiosi d'Adda Vigadore.
Dopo meno di quattro anni, nel 1877, il comune fu aggregato alla città di Lodi. I tre chiosi, Cremonese, Regale, d'Adda, e le tre località esterne, Bottedo, Vigadore, Torre de' Dardanoni, rimasero tuttavia come suddivisioni amministrative informali della città di Lodi fino agli anni settanta del XX secolo.